# Герб Яготинського району
Герб Яготи́нського райо́ну — символ самоврядування Яготинського району Київської області.
Автор — Желіба О. В.

## Опис
Гербовий щит має форму чотирикутника із півколом в основі. У золотому, усіяному дев'ятнадцятьма восьмикутними зірками, полі пурпуровий (малиновий) щиток зі срібним лицарським хрестом. У клейноді — герб війська Запорозького «козак із самопалом» у вигляді козака у червоному кунтуші із закоченими рукавами, синьому жупані, шапці з червоним верхом та сірою опушкою, золотим поясом та підбивкою кунтуша.
Щит оточений вінком із дубових гілок із зеленим листям та золотими жолудями, що перевиті знизу синьо-жовтою стрічкою. Допускається використання герба без вінка, клейноду (малий герб району) чи з додаванням замість синьо-жовтої стрічки білої стрічки з написом червоними літерами «ЯГОТИНСЬКИЙ РАЙОН».

## Пояснення символіки
- Білий лицарський хрест на малиновому тлі — давній символ запорозького козацтва, захисників українського народу, його культури та віри від ворогів;
- золоте поле щита — символ золотого пшеничного лану, почесної хліборобської праці жителів району;
- дев'ятнадцять восьмикутних зір — символ надії, чистоти помислів, кількість зір відповідає кількості територіальних громад, розташованих на території району;
- герб війська запорозького «козак із самопалом» — згадка про засновників більшості населених пунктів району — запорозьких козаків;
- вінок із дубових гілочок — символ хоробрості, мужності, безстрашності, шляхетності мешканців краю;
- синьо-жовта стрічка — символ належності району до України.

При виконанні герба застосовані геральдичні кольори й барви металу:
- пурпуровий (малиновий) символізує помірність, щедрість, шляхетність;
- червоний символізує хоробрість, мужність, безстрашність;
- синій символ краси, м'якості, величі;
- зелений символ надії, достатку, волі, радості;
- золото — символ багатства, справедливості, великодушності;
- срібло — символ чистоти, добра, незалежності.